# Група 6 періодичної системи елементів
| H  |    |    |    |    |    |    |    |    |    |    |    |     |    |     |     |     | He  |  |
| Li | Be |    |    |    |    |    |    |    |    |    |    | B   | C  | N   | O   | F   | Ne  |  |
| Na | Mg |    |    |    |    |    |    |    |    |    |    | Al  | Si | P   | S   | Cl  | Ar  |  |
| K  | Ca | Sc | Ti | V  | Cr | Mn | Fe | Co | Ni | Cu | Zn | Ga  | Ge | As  | Se  | Br  | Kr  |  |
| Rb | Sr | Y  | Zr | Nb | Mo | Tc | Ru | Rh | Pd | Ag | Cd | In  | Sn | Sb  | Te  | I   | Xe  |  |
| Cs | Ba | *  | Hf | Ta | W  | Re | Os | Ir | Pt | Au | Hg | Tl  | Pb | Bi  | Po  | At  | Rn  |  |
| Fr | Ra | ** | Rf | Db | Sg | Bh | Hs | Mt | Ds | Rg | Cn | Uut | Fl | Uup | Uuh | Uus | Uuo |  |
| -- | -- | -- | -- | -- | -- | -- | -- | -- | -- | -- | -- | --- | -- | --- | --- | --- | --- |  |
|    |    |    |    |    |    |    |    |    |    |    |    |     |    |     |     |     |     |  |
|    |    | *  | La | Ce | Pr | Nd | Pm | Sm | Eu | Gd | Tb | Dy  | Ho | Er  | Tm  | Yb  | Lu  |  |
|    |    | ** | Ac | Th | Pa | U  | Np | Pu | Am | Cm | Bk | Cf  | Es | Fm  | Md  | No  | Lr  |  |

| Група 6 періодичної таблиці (Підгрупа хрому) |

Група 6 періодичної системи (також підгрупа хрому) — елементи побічної підгрупи шостої групи періодичної періодичної системи елементів Менделєєва. До підгрупи хрому відноситься Хром (Cr), Молібден (Mo), Вольфрам (W), та у 1974 році синтетично отриманий Сіборгій (Sg).

## Фізичні властивості
Чисті прості речовини елементів підгрупи: хром, молібден і вольфрам — сріблясті метали, які піддаються механічній обробці. Вже невеликі домішки інших елементів у складі цих металів роблять їх крихкими. Хром найтвердіший з усіх металів. Вольфрам має найвищу температуру плавлення.

## Хімічні властивості
Хром, молібден і вольфрам мають ступінь окиснення +2, +3, +6. Хром легко утворює сполуки, в яких він тривалентний або шестивалентний. Молібден найлегше проявляє валентність 6. Вольфрам стійкий до кислот. Хром, молібден і вольфрам здатні безпосередньо сполучатися з киснем при сильному нагріванні металів.
Сполуки молібдену і вольфраму з нижчими валентностями менш стійкі, ніж солі двовалентного хрому. Жовтий MoCl2 та сірий WCl2 мають дуже низькі редокс-потенціали. Через це як триоксиди, так і відповідні солі шестивалентних молібдену і вольфраму значно гірше відновлюються, ніж сполуки хрому.
Хром, молібден і вольфрам дещо легше ніж з киснем, сполучаються з галогенами. Краще за інші метали взаємодіє хром. З сіркою метали цієї підгрупи також сполучаються безпосередньо.
Метали підгрупи хрому при високій температурі здатні сполучатись з вуглецем і утворювати карбіди.
Елементи підгрупи хрому

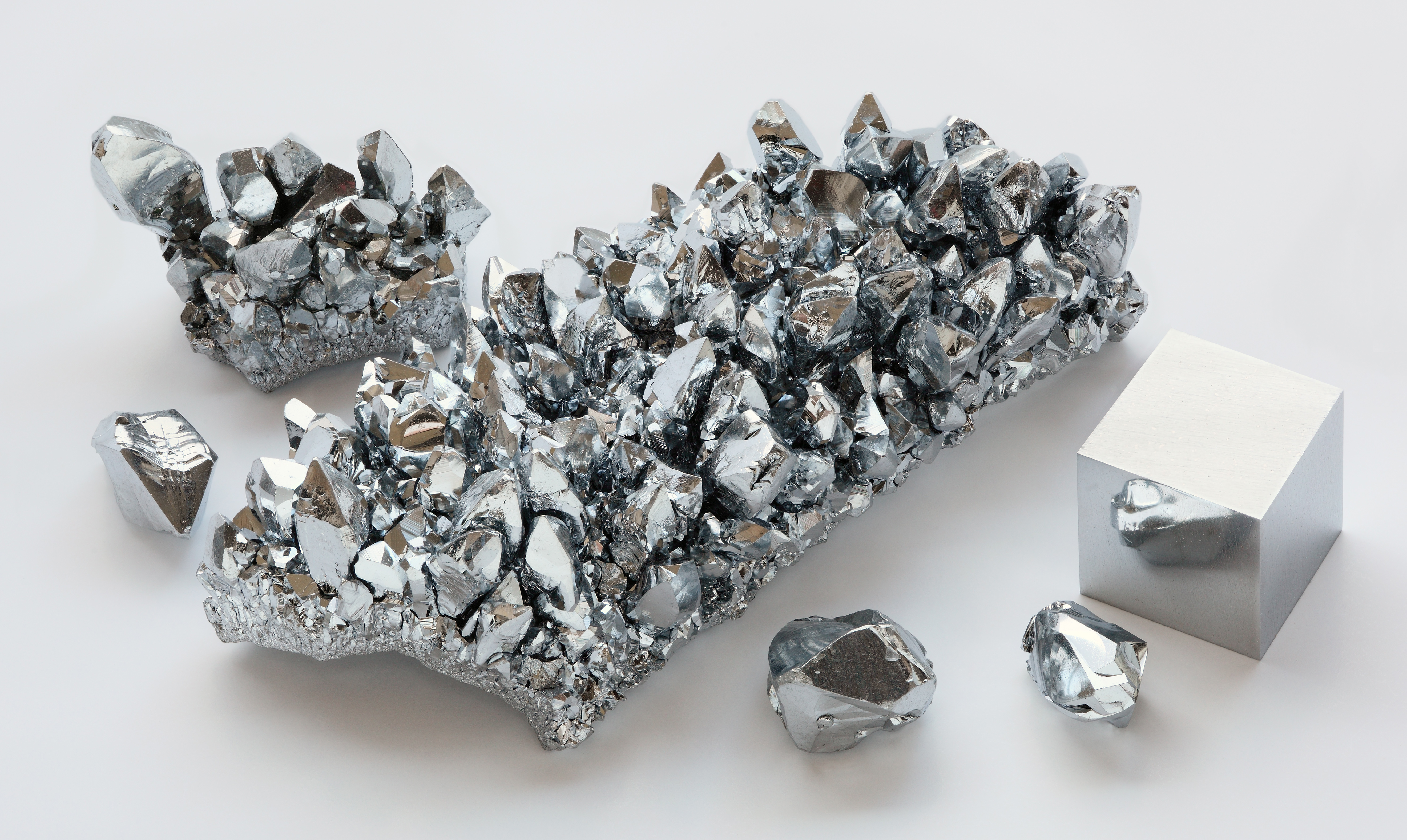
Хром
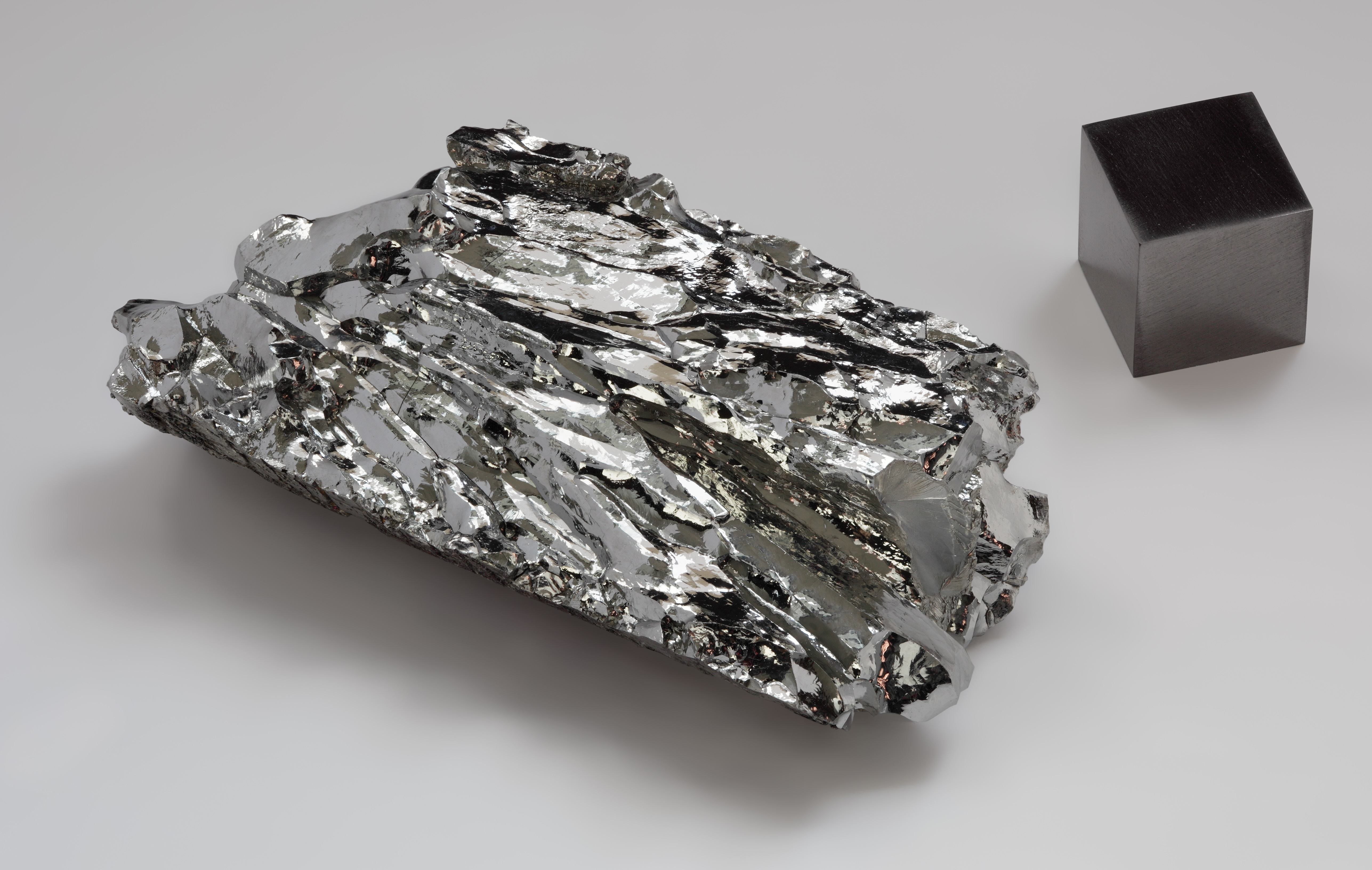
Молібден
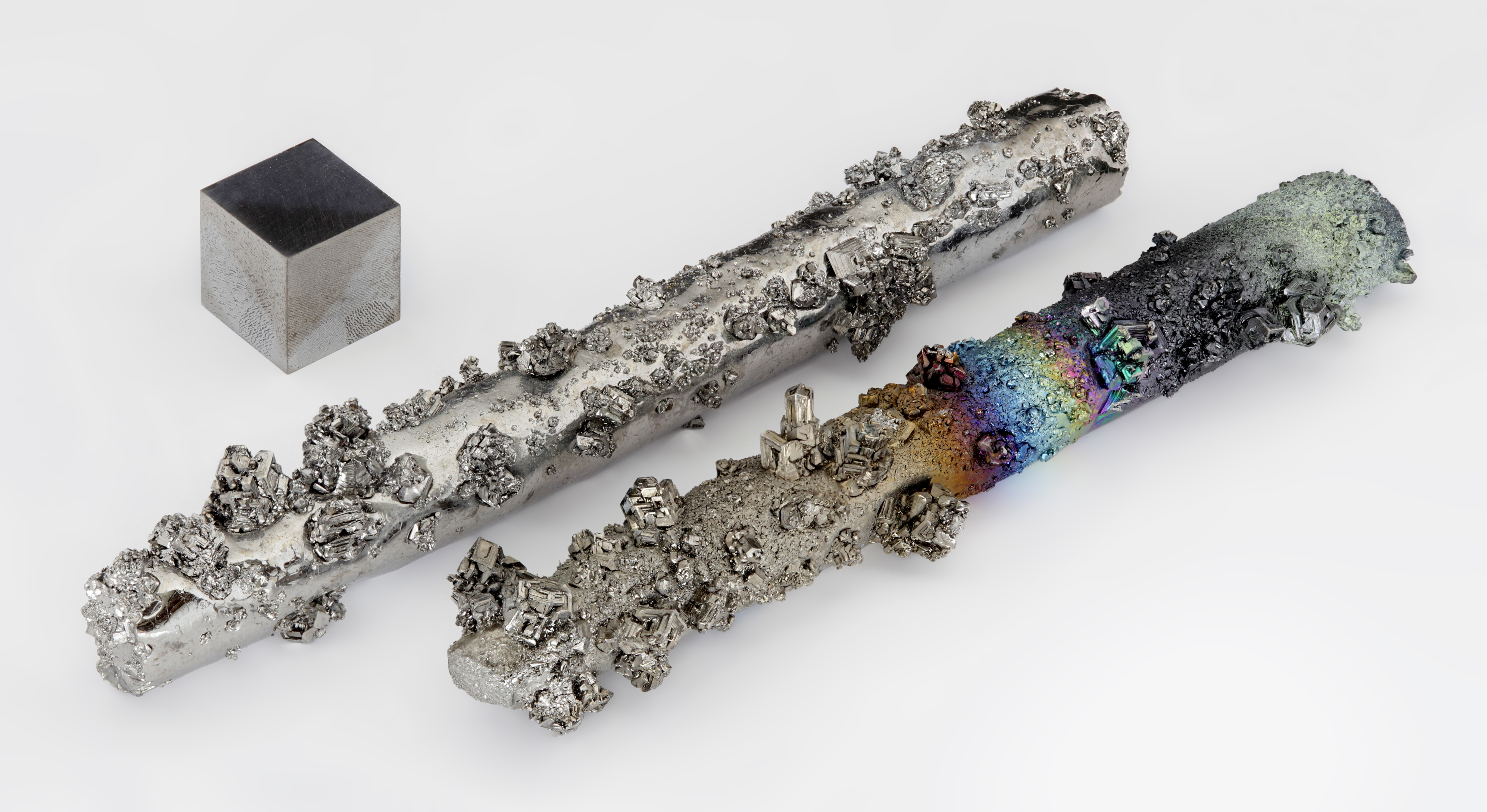
Вольфрам